# 松宮観山
松宮 観山（まつみや かんざん、1686年（貞享3年） - 1780年7月25日（安永9年6月24日））は、江戸時代中期の儒学者・思想家・兵学者である。北条氏長（旗本。北条流兵学者。小幡景憲弟子）の子である氏如の弟子。別名、「俊仍（しゅんじょう）」、「左司馬」とも称せられる。観山は北条氏如とともに全国各地に赴き見聞を深め、晩年は著述や教授を業とした。
宝暦・明和事件に連座したため、当時の藩士らに影響を与えたと推察される主著『学論』や『三教要論』の版木などが悉く幕府によって没収棄却され、現在伝わるものは自筆本又は写本によってが殆どである。
観山の思想の根底になすものは『武学』であり、それは北条流兵学の宋師としての自負に裏打ちされているものである。三教要論によって、儒学、神道、仏教の三つの教について述べ、宋学（朱子学）を基本としつつ日本の風土に根ざした学問の大系を求め、実態社会から離れた理論を確立するために儒学の主体を漢土に求めた徂徠学に対して批判を行い、あらゆる学問としての基本条件を、国体との内面的関連を無視すべきではないという国学へと繋がる主張を展開した。

## 生涯
下野国足利郡板倉郷に前原氏の子として生まれる。14歳の頃、天賦の才を惜しんだ両親が江戸に遊学させ、北条流兵学で知られる北条主約（氏如）の元で講習を受ける。その際、江戸の浪士である松宮政種の養子となり、「松宮左司馬」と称した。北条主約のもとで三十年あまり陶冶を重ね、主約より三箇の秘伝を受ける。
徳川家宣が将軍に就く頃、幕府巡検使として主約とともに奥州二州および蝦夷を巡検した際には地理の形勢を分析し、主約が豆州下田奉行に着任した際には航路の分析を行っている。また、主約の着任地（武州、佐渡など）において城制研究を深め、幕府に対する各種上申書の作製に深く関わった。やがて主約が病に倒れ、自らも進退を共にして一介の浪士となったが、観山の能力を惜しんだ長崎奉行に呼ばれ、その元で見聞修得の日々を送った。
宝暦5年（1755年）に家督を子の松宮俊英に譲り、自らは隠者となって俗称を「主鈴」と改めて俊英に「左司馬」を襲名させる。翌年、俊英が逝去したため、孫の松宮定俊に家督を相続し、再び左司馬の名を与え、自らは下谷忍ヶ岡付近にて教授を業とする。この頃から観山は北条流兵学の宋師と仰がれ、千人を超える幕下の藩士らが従遊する状況となった。観山の主だった著作はこの頃に記されている。
安永9年（1780年）逝去。享年95。
辞世の句「ありはてぬこの世の名残今はとて　かき置く筆や形見なるらむ」（観山菅俊仍）
墓所は東京都文京区大塚三丁目の高源院。法名：「仰高院觀山淨巌居士」

## 著書
- 「分度余術」
- 「刀盤賞鑒口訣」(1700年)
- 「蝦夷談筆記」(1710年)
- 「士鑑用法直指抄」(1756年)
- 「城制図解」(1735年)
- 「学論」
- 「国学正義」
- 「三教要論」
- 「学脈弁解」
- 「唐音雅俗語余校」
- 「天智円巻詳解」
- 「武学為入門説」
- 「日新録抄」
- 「武学答問書」